# Linebacker

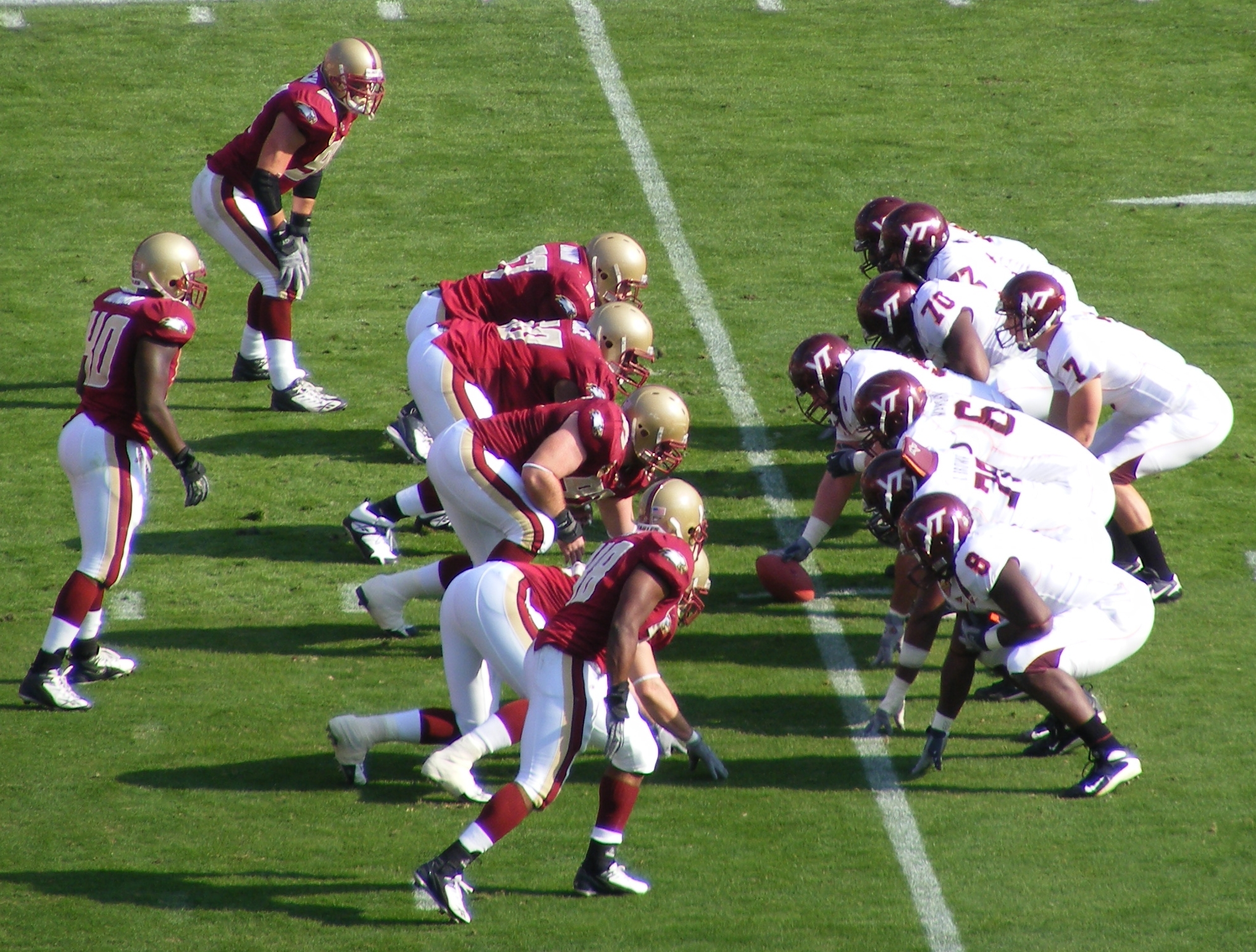
Foto donde se aprecia la colocación de una defensiva 4-3, tres linebackers y cuatro frontales: el linebacker externo izquierdo y el medio están ubicados para apoyar a la línea defensiva, el tercero (el linebacker externo, colocado hasta abajo en la foto) parecer amenazar con realizar un blitz.

Linebacker (LB) (posición conocida en Hispanoamérica como apoyador o apoyo) es una posición en el fútbol americano y fútbol canadiense inventada por el entrenador de fútbol americano Fielding Yost, de la Universidad de Míchigan. Los linebackers son miembros del equipo defensivo. Se alinean aproximadamente de tres a cinco yardas por detrás de la línea de golpeo, en la línea secundaria, por detrás de la línea defensiva.

## Formaciones

### Base 4-3
El número de apoyadores depende de la formación que se necesita en el juego; formaciones pueden utilizar tan pocas como ninguna, o hasta siete. La mayoría de sistemas de defensa convocan de tres o cuatro, y se nombran por el número de hombres en la línea, seguido por el número de apoyadores. Por ejemplo, la defensa 4-3 con cuatro linieros defensivos y tres apoyadores; por el contrario, la defensa 3-4 de tres linieros y cuatro apoyadores.

### 4-3 de defensa
En una defensa 4-3 hay cuatro linieros y tres apoyadores. El linebacker medio es designado "Mike" y dos apoyadores externos se denominan "Sam" y "Will", de acuerdo a la forma en que se alinean contra la formación ofensiva. Si hay una fuerte llamada, el linebacker en el lado fuerte es llamado "Sam", mientras que el linebacker en el lado débil es llamado "Will". El trabajo del linebacker exterior es la de cubrir el extremo para asegurarse de que una carrera no escapa, y también para ver el pase y protegerse de él. El trabajo del linebacker medio es detener carreras entre los tackles y ver todo el campo para ver como la jugada se desarrolla. En jugadas de pase, las responsabilidades de los apoyadores 'varían en función de si se llama un hombre o una cobertura de zona. En una cobertura de zona, los apoyadores en general caerá en las zonas de gancho en el centro del campo. Sin embargo, algunas zonas enviarán apoyadores externos a los planos (se encuentra a la izquierda y la derecha de las marcas de hash, que se extiende 4-5 yardas campo abajo). En una jugada hombre a hombre, el "Sam" a menudo cubre el ala cerrada con la ayuda de un profundo en la parte superior, mientras que en otras ocasiones, el "Sam" y el "Will" serán responsables por el primer hombre detrás del campo de su lado del centro, con el "Mike" cubriendo las salidas por si un segundo hombre sale en ese lado del campo. 
En la defensa de la zona "Tampa 2" el linebacker medio está obligado a caer rápidamente en una zona media profunda de cobertura de pase por lo que se requiere de un jugador rápido en esta posición.

### Defensiva 3-4
Base 3-4. En la defensa 3-4 hay tres linieros en contacto con la línea de golpeo con cuatro apoyadores que los respaldan, usualmente dos apoyadores externos y dos apoyadores internos. El lado débil dentro de linebacker se suele llamar "Will", mientras que del lado fuerte en el interior o el linebacker medio se llama "Mike". "Sam" es una designación común para linebacker exterior fuerte, mientras que la otra posición se suele llamar "Jack" y es a menudo un híbrido DE / LB. Normalmente, los equipos que ejecuten un 3-4 mirar la defensa para la universidad alas defensivas que son demasiado pequeños para jugar en la posición de los profesionales y no muy fluido bastante para jugar como linebacker exterior en defensa de 4-3 como su "linebacker Jack". 
La idea detrás de la Defensa del 3-4 es para disimular que el corredor de cuarto de origen. En lugar de la estándar de cuatro hombres en la línea hacia abajo en el 4-3, a solo 3 jugadores son claramente de ataque en casi cada juego. Una de las claves para el funcionamiento de esta defensa con éxito es tener un frente de defensa de los tres grandes hombres en la línea defensiva que los equipos de doble comando constante. En particular, el tackle nariz, que juega en el centro de la ofensiva, debe ser capaz de mantener el terreno y de ocupar varios bloqueadores de ofensiva a fin de que los apoyadores de hacer jugadas. El enfoque de la línea defensiva 3-4 es ocupar la línea ofensiva, liberando así los apoyadores para hacer frente a la caída de corredor o la fiebre del transeúnte o de otra manera en la cobertura de pase. 
En general, ambos apoyadores externos pueden correr el pasador y juega la carrera. Apoyadores externos en la defensa del 3-4 tienden a ser mayores en comparación con los apoyadores en una base de la defensa 4-3. También suelen ser los jugadores que se desempeñan de una ventaja de 4-3 en la defensa como de la situación pasa corriendo, pero los especialistas que de otra manera no se ajusten a la función que se espera de una ED siendo algo menor en tamaño. Apoyadores externos deben ser capaces de caer en la cobertura de pase, correr el pasador o leer y reaccionar. Cuando se trata de los apoyadores dentro, uno generalmente es un jugador que ejecuta el relleno es más capaz de manejar la línea ofensiva y detener los corredores cuando el delito cuenta con una obra en ejecución, mientras que la otra es a menudo un pequeño, rápido jugador que sobresale en la cobertura de pase . Sin embargo, el más pequeño o cubrir LB también deben ser capaces de raspar y enchufe que esté funcionando carriles decentemente. 
El concepto de diseño de la defensa del 3-4 es para confundir a la línea ofensiva en sus asignaciones de bloqueo, sobre todo en pasar el bloqueo, y para crear una lectura más compleja para el mariscal de campo. Muchos 3-4 defensas tienen la capacidad de rápidamente híbrido en un 4-3 en el campo. El 3-4 tiene normalmente más grandes, más lento en los siete jugadores de la delantera que en las respectivas posiciones en el 4-3, dejando a una mayor presión sobre las espaldas a la defensiva.

### 46 de defensa
En defensa de los 46 hay cuatro linieros, tres apoyadores, y una seguridad que se mueve detrás de la línea de golpeo. Así pues, parece como si hay 4 apoyadores, pero en realidad es 3 apoyadores con una seguridad de jugar con los apoyadores otros. Tres de los linieros defensivos más de dos de los guardias ofensivos y el centro, lo que hace difícil a cualquier equipo de doble uno de los tres linieros defensivos. Esto también puede quitar la capacidad de la ofensiva para sacar a los guardias en una obra en ejecución, ya que dejaría a uno de los defensores de desbloqueo, o en el mejor de dar otro liniero un bloque muy difícil de hacer en uno de los defensores. La seguridad, como los apoyadores, puede, el hombre Blitz jugar a hombre, zona de juego, o caen en la cobertura de la seguridad de profundo como un normal haría. Los 46 se utiliza en situaciones de ejecutar pesados, cuando un equipo quiere llevar a mucha presión, o simplemente para confundir al mariscal de campo y línea ofensiva. En el 46, el linebacker exterior en el lado fuerte (el lado con el ala cerrada) de líneas para jugar finales y los dos otros linebackers enganchar el rizo cayendo de nuevo en un ángulo de 45 grados alrededor de 10-15 metros. Buddy Ryan es generalmente considerado como el iniciador de esta defensa, desarrollando y utilizando con gran éxito con los Osos de Chicago 1985. Fue nombrado en honor de la seguridad de los Osos de Chicago, Doug tablones de madera que llevaba el número 46. 

### 4-4 de defensa
Esta defensa rara vez se utiliza es eficaz en la ejecución de parada, pero es ligeramente más débil que la defensa de 4-3 en la protección de pase, ya que utiliza solo tres los defensivos. Se usa más en la universidad y la escuela de fútbol de alto que en la NFL. Sin embargo, uno de los apoyadores externos se llaman en cualquiera blitz o pasar la cobertura con el fin de compensar el PP falta.

## Tipos de apoyadores
Hay varias denominaciones diferentes de los apoyadores: del lado fuerte, medio, y del lado débil. Normalmente, el lado fuerte y lado débil se combinan bajo el título fuera, y el medio se cambia el nombre en su interior. En muchas formaciones y de los sistemas, los equipos no utilizan las denominaciones del lado débil y fuerte, y se limita a reproducir sus apoyadores externos constantemente de un lado de la formación y designarlos o linebacker exterior derecho e izquierdo alas. [2] Estos términos se abrevian y ROLB LOLB cuando aparecen en las tarjetas de alineación. 

### Linebacker exterior
Normalmente se dispone de contención fuera de linebacker del lado fuerte 
El linebacker del lado fuerte (SLB) es a menudo apodado "Sam" a efectos de llamar a un bombardeo. Desde el lado fuerte del equipo ofensivo es el lado en que las líneas de ala cerrada para arriba, o el lado que contiene la mayor parte del personal, el linebacker del lado fuerte por lo general se alinea al otro lado del ala cerrada. A menudo, el linebacker del lado fuerte será llamado a hacer frente al corredor en un juego, porque la parte de atrás seguirá bloquear el ala cerrada de. Es más a menudo el más fuerte apoyador, al menos, poseen la capacidad de soportar, despensa, y luchar contra las cuadras de un ET o un FB bloquear la parte trasera de un juego de pase. El linebacker también debe tener la capacidad de seguridad sólida en la situación de pasar a cubrir el ala cerrada en el hombre en situaciones de hombre. También debería haber una considerable rapidez para leer y llegar a la cobertura en situaciones de la zona. también llamado el linebacker de níquel. 

### Linebacker del lado débil
El linebacker del lado débil, o "Will", debe ser el más rápido de los tres, porque a menudo es el llamado a la cobertura de pase. También es generalmente persigue la obra de la parte trasera, por lo que la capacidad de maniobrar a través del tráfico es una necesidad para Will. Por lo general se alinea de la línea de golpeo a la misma profundidad como Mike. Debido a su posición en el lado débil, Will no menudo tienen que afrontar grandes linieros uno a uno a menos que uno está tirando. En cobertura, a menudo cubre la parte de atrás que los ataques de su lado del primer campo en la cobertura de hombre, mientras cubría el piso débil o gancho / curl áreas en la cobertura de zona. En defensa de 3-4 de la "Voluntad" linebacker juega en el lado débil "de las dos posiciones de linebacker medio y un linebacker 4 viene a tocar el lado débil. Conocida como la "fiebre", "rover", y / o "Buck" Linebacker, su responsabilidad es más pasar prisa, pero a menudo basada en la parada se llama plazo (control de distancia) y pasar de cobertura. 

### Medio / Inside linebacker
Normalmente, el linebacker medio (MLB), o "Mike", es responsable de llamar el juego defensivo y la comunicación con el entrenador. El linebacker medio tiene la responsabilidad primordial de cerrar ataque terrestre de la oposición. En algunas defensas, Mike es responsable de un espacio específico, mientras que en otros se ha dado más libertad. Debido a su posición directamente sobre la bola, Mike debe ser capaz de arrojar bloques efectivamente procedentes de linieros, sino también debe poseer el alcance y la velocidad para cubrir la espalda y cerrado corre ancho. La intensa agresividad es a menudo una característica deseable en un linebacker medio como dudas de cualquier duración puede ser fatal en esta posición. En defensa de la 3-4, hay 2 apoyadores diferentes en el interior que ocupan la mitad, por lo tanto la más cercana a la parte fuerte se llama "Mike", mientras que el lado débil que se llama "voluntad" y con menos frecuencia "Buck" o " Jack ". También Medio y el interior apoyadores son conocidos como LILB o RILB, que significa Dentro de la izquierda y la derecha Linebacker el linebacker interior. Esto solo depende de si o no de un futbolista se pone en la posición de la posición de linebacker medio cuando se suelen jugar linebacker exterior.
De los mejores linebackers de la historia de la NFL:
- Lawrence Taylor, New York Giants
- Dick Butkus, Chicago Bears
- Jack Lambert, Pittsburgh Steelers
- Ray Lewis, Baltimore Ravens
- Clay Matthews III, Green Bay Packers
- Von Miller, Denver Broncos

- Datos: Q528145
- Multimedia: American football linebackers / Q528145